# 萊科馬 (密蘇里州)
萊科馬（英語：Lecoma）是位於美國密蘇里州登特縣的非建制地區。

## 歷史
萊科馬的郵局於1883年設立，其後於1990年停運。

## 地理
萊科馬所處的海拔為高於海平面358米（即1175英呎），而該地所採用的時區為UTC-6，即北美中部時區（CST）。同時該地設有夏令時間，為UTC-6調快一小時，即UTC-5（CDT）。